# Satzspiegel

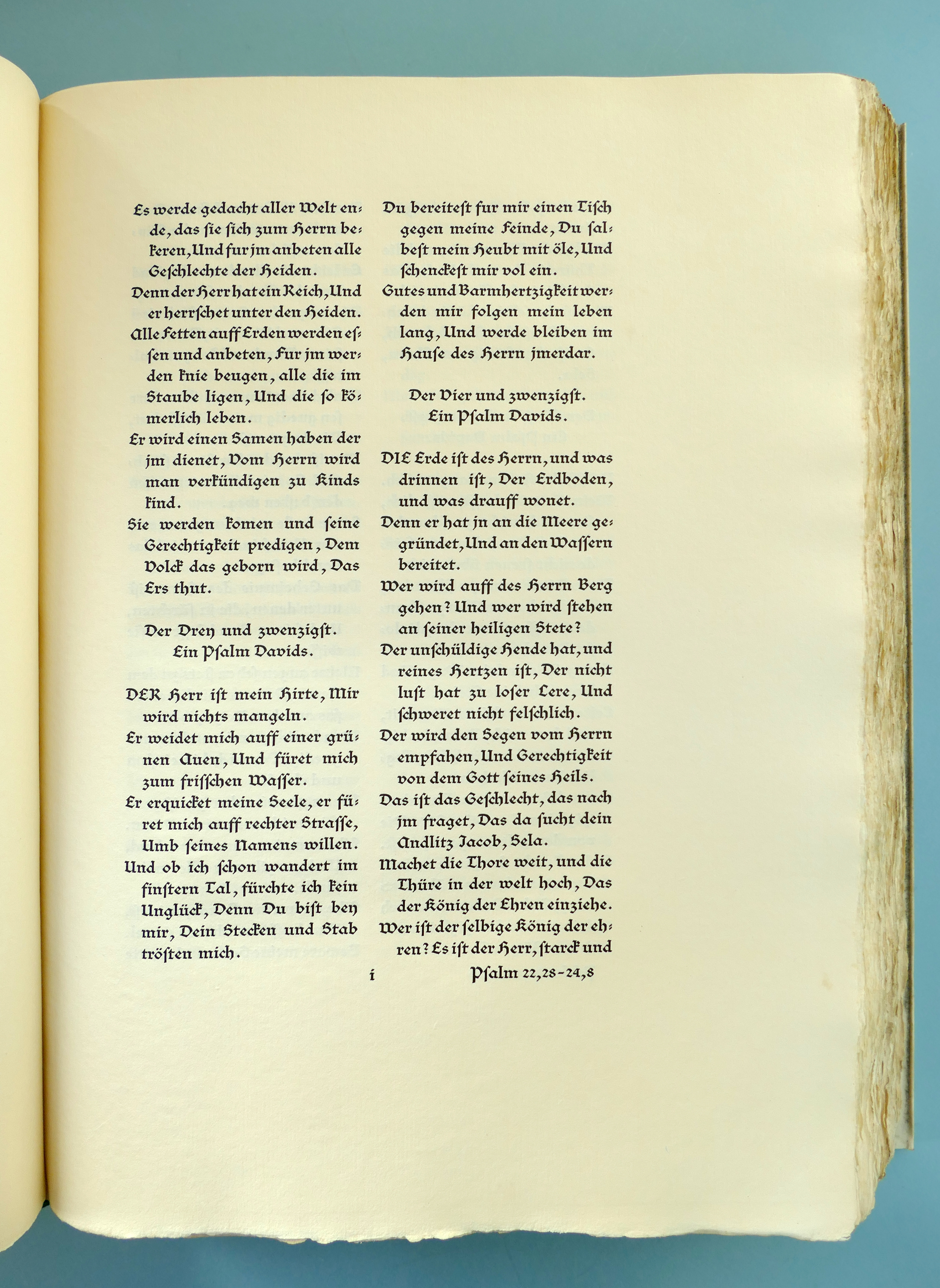
Satzspiegel der klassischen Moderne, Bremer Presse 1928

Als Satzspiegel oder Schriftspiegel wird in der Typografie die Nutzfläche auf der Seite eines Buches, einer Zeitschrift oder anderer Druckwerke bezeichnet.
Der Satzspiegel wird begrenzt durch die Stege, also durch die unbedruckten Abstände zwischen dem Satzspiegel und dem Rand. Die Spalten (Spaltensatz) mit Text, Grafik oder Bild gehören immer zum Satzspiegel. Auch der so genannte „lebende Kolumnentitel“, der zusammen mit der Seitenzahl auch noch kurze Angaben über den jeweiligen Kapitelinhalt enthält, wird zum Satzspiegel gerechnet; ebenso Fußnoten. Dagegen gehört der „tote Kolumnentitel“, der lediglich die Seitenzahl enthält, nicht zum Satzspiegel.
Die Kunst beim Satz ist die Gestaltung der Seite in einer Form beziehungsweise in einem Verhältnis, so dass sie dem Betrachter harmonisch erscheint. Um dieses meist subjektive Ziel zu erreichen, bedient sich das Druckereihandwerk verschiedener Regeln und Systeme. Unter anderem werden Maße im Teilungsverhältnis des Goldenen Schnittes verwendet oder durch benachbarte Zahlen der Fibonacci-Folge angenähert, doch wurden über die Jahrhunderte hinweg auch diverse andere Systematiken genutzt.
Ein bestimmtes Teilungsschema für die Seite gilt dabei immer nur für ein bestimmtes Seitenformat des Papiers.

## Stege

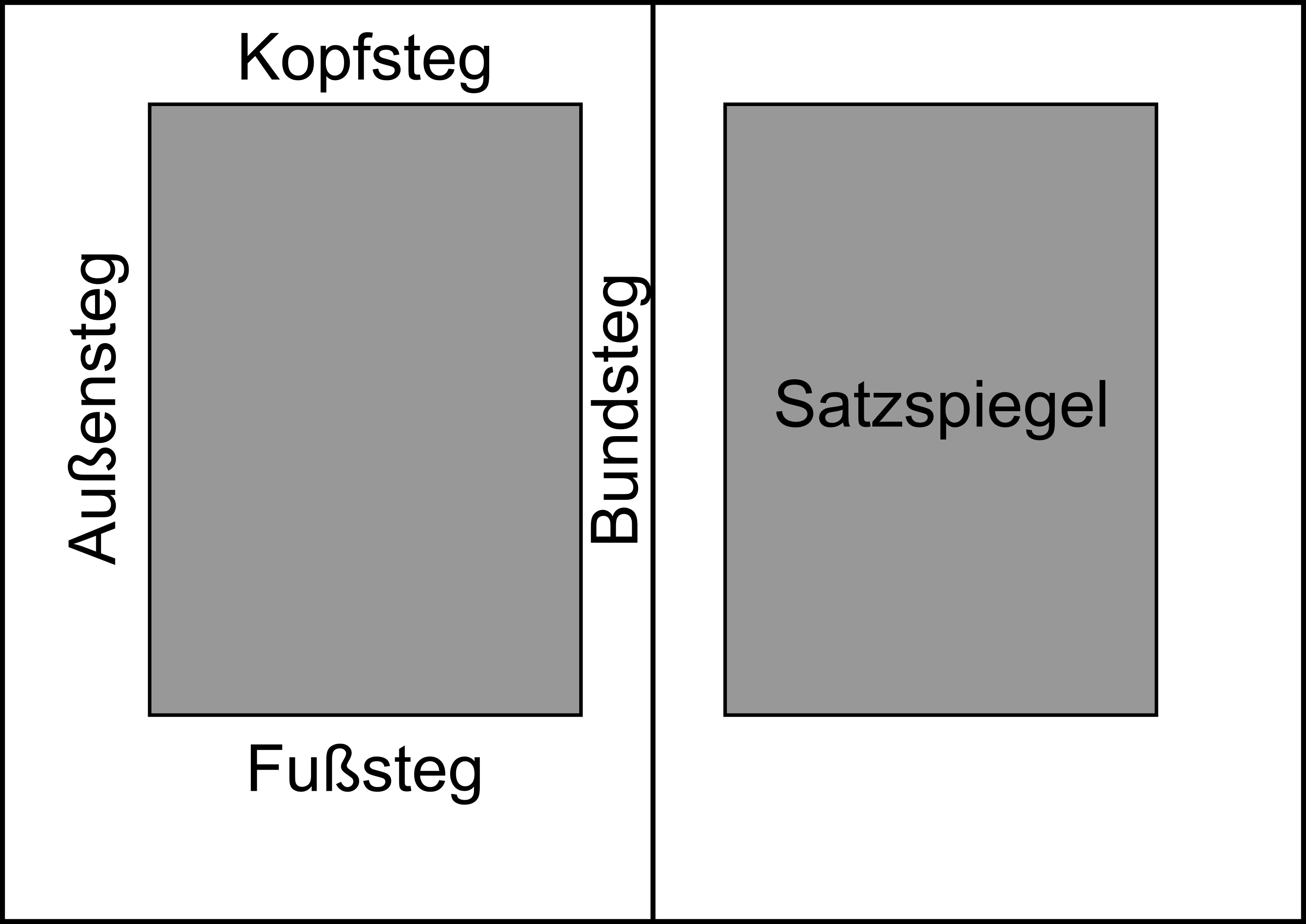
Stege

Die Ränder zwischen Satzspiegel und Papierkante heißen Stege. Der jeweilige Steg hat einen eigenen Namen, damit es nicht zu Verwechslungen zwischen den Rändern kommt.
Bundsteg (Innensteg)Mitte des Buches, am Bund
Kopfstegoberer Seitenrand, einschließlich Kopfzeile
Außenstegäußere Blattkante, einschließlich Marginalien
Fußstegunterer Seitenrand, einschließlich Fußzeile
In der Regel fallen die Stege zur Mitte eines Buches schmaler aus als am Rand, da sich dort die Seiten berühren und somit die beiden innenliegenden Stege optisch eher wie eine Einheit doppelter Breite wirken. Daher stehen Innensteg und Außensteg häufig im Verhältnis 1∶2 zueinander.
Manchmal wird mit Bundsteg nur der einseitige Heftrand bezeichnet, der den für Bindung oder Lochung notwendigen Teil der physischen Seite reserviert. Der sichtbare Raum heißt dann Innensteg. Dies gilt insbesondere für die Textverarbeitung am PC, wo der Ausdruck auf Einzelseiten (beispielsweise A4) erfolgt und nicht auf größeren Bögen, die später gefaltet und beschnitten werden. Ist ein solcher seitlicher Heftrand 12 mm breit, beträgt das nutzbare Seitenverhältnis im Hochformat genau 2∶3 (198∶297 mm), während 26 mm ungefähr ein Goldenes Rechteck für den Seitenspiegel ergeben und 17 mm Heftrand im Querformat zu genau 4∶3 (280∶210 mm) führen.
Im Mittelalter wurde bei Papier mit dem Seitenverhältnis 2∶3 oft ein Verhältnis von Bundsteg ∶ Kopfsteg ∶ Außensteg ∶ Fußsteg von 2∶3∶4∶6 verwendet, bei Papier mit 3∶4 auch 3∶4∶6∶8, verallgemeinert also x∶y∶2x∶2y bei einem Seitenverhältnis des Blattes und Satzspiegels von x∶y.
Die meisten Textverarbeitungsprogramme verwenden in der Voreinstellung ein eher mechanisches Verhältnis von 5∶5∶5∶4 mit einer Grundgröße von 20 mm, 25 mm oder 1 inch (25,4 mm).
|                                  | normal | schmal | mittel | breit | gespiegelt |
| -------------------------------- | ------ | ------ | ------ | ----- | ---------- |
| Bundsteg (Heftrand)              | 0      | 0      | 0      | 0     | 0          |
| Innensteg (Rand links)           | 25     | 12,5   | 18,75  | 50    | 31,25      |
| Kopfsteg (Rand oben + Kopfzeile) | 25     | 12,5   | 25     | 25    | 25         |
| Außensteg (Rand rechts)          | 25     | 12,5   | 18,75  | 50    | 25         |
| Fußsteg (Rand unten + Fußzeile)  | 20     | 12,5   | 25     | 25    | 25         |
| Textbreite                       | 160    | 185    | 172,5  | 110   | 153,75     |
| Texthöhe                         | 252    | 272    | 247    | 247   | 247        |

DIN 5008 sieht für Geschäftsbriefe auf A4-Papier eine Vorlage mit einem Bundsteg von 25 mm, aufgeteilt in 20 mm Heftrand und 5 mm Innensteg, und einen Außensteg, in den bspw. der Informationsblock 10 mm hineinragt, von 20 mm vor; für andere Textsorten sind auch angepasste Stege zulässig, bspw. ein äußerer Korrekturrand von 50 mm bei Facharbeiten oder eine Marginalspalte. Für den Briefkopf sind entweder 27 mm (Form A) oder 45 mm (B) und ein zusätzlicher Abstand von 5 mm; vorgesehen, während die Norm für die Höhen, Positionen oder vertikalen Abstände zur unteren Blattkante von Fußnoten und Fußzeilen keine Angaben macht, womit der Fußsteg und damit die Texthöhe nicht vorgegeben ist. Das Blatt wird zudem durch die vorgesehene Faltung an den Standardfalzmarken für DL-Umschläge vertikal in drei Bereiche geteilt, die näherungsweise im Längenverhältnis 6∶7∶7 (A) bzw. 7∶7∶6 (B) stehen, sodass die beiden längeren Abschnitte zusammen mit der Blattbreite ein Quadrat mit 210 mm Kantenlänge bilden.
|                                  | Form A    | Form B    |
| -------------------------------- | --------- | --------- |
| Bundsteg (Heftrand)              | 20        | 20        |
| Innensteg (Rand links)           | 5         | 5         |
| Kopfsteg (Rand oben + Kopfzeile) | 32        | 50        |
| Außensteg (Rand rechts)          | 20        | 20        |
| Fußsteg (Rand unten + Fußzeile)  | frei ≥ 20 | frei ≥ 20 |
| Textbreite                       | 165       | 165       |
| Texthöhe                         | ≤ 245     | ≤ 227     |

## Klassische Konstruktion
Für Aufteilungen der Fläche einer Buchseite in den rechteckigen Satzspiegel und die umgebenden Stege sind verschiedene Verfahren möglich. Das klassische Konstruktionsverfahren bedient sich diagonaler Linien, die über eine Doppelseite sowie die beiden Einzelseiten gezogen werden. Auf den Diagonalen liegen Eckpunkte eines Rechtecks, das dann durch zusätzliche Hilfslinien als Satzspiegel festgelegt wird.
Das folgende Beispiel zeigt die Konstruktion für eine Doppelseite mit Einzelseiten links (verso) und rechts (recto) bei einem Format, dem ein Verhältnis der Seitenlängen von {\displaystyle 1:{\sqrt {2}}} zugrunde liegt:

Grundkonstruktion
Satzspiegelkonstruktion
Satzspiegel nach dem Villardschen Kanon
Dieser Satzspiegel in Neunerteilung

1. Grundkonstruktion – Über die Doppelseite werden Diagonalen von unten außen nach oben konstruiert, ebenso für jede der beiden Einzelseiten.
2. Konstruktion eines Satzspiegels – Auf den Diagonalen kommen Eckpunkte des Rechtecks zu liegen. Je weiter oben und innen die obere innere Ecke gewählt wird, desto größer der Satzspiegel und umso kleiner die Stege.
3. Eingrenzung des Satzspiegels nach Villardschem Kanon, annähernd im Teilungsverhältnis des Goldenen Schnitts.
4. Aufteilung des Satzspiegels durch ein Gebrauchsraster, beispielsweise in Neunerteilung (9 × 9).

|            | Verhältnis | Teilseite | Einzelseite |
| ---------- | ---------- | --------- | ----------- |
| Bundsteg   | 100        | 23,3      | 35          |
| Kopfsteg   | 140        | 33        | 33          |
| Außensteg  | 198        | 46,7      | 35          |
| Fußsteg    | 280        | 66        | 66          |
| Textbreite | 594        | 140       | 140         |
| Texthöhe   | 840        | 198       | 198         |

## Rasterteilung

Satzspiegelkonstruktion einer Doppelseite mit Rasterteilung / Neunerteilung

Bei der Rasterteilung wird die Seite horizontal und vertikal in die gleiche Anzahl von Rasterfeldern aufgeteilt. Am inneren und oberen Rand bleibt jeweils ein Rasterfeld frei, am äußeren und unteren jeweils zwei, also 1∶1∶2∶2. Üblich sind unter anderem 9 × 9 Felder (Neunerteilung), was praktisch dieselben Ergebnisse wie die Konstruktion nach dem Goldenen Schnitt liefert.
|                     | Segmente | 1∶√2      | 2∶3     | 1∶φ  |
| ------------------- | -------- | --------- | ------- | ---- |
| Bundsteg (Heftrand) | –        | 0         | 12      | 25,5 |
| Innensteg           | 1 (1,5)  | 23,3 (35) | 22 (33) | 20,5 |
| Kopfsteg            | 1        | 33        | 33      | 33   |
| Außensteg           | 2 (1,5)  | 46,7 (35) | 44 (33) | 41   |
| Fußsteg             | 2        | 66        | 66      | 66   |
| Textbreite          | 6        | 140       | 132     | 123  |
| Texthöhe            | 6        | 198       | 198     | 198  |